# Калмицько-Мисівська сільська рада
Калми́цько-Ми́сівська сільська рада (рос. Калмыцко-Мысовский сельский совет) — сільське поселення у складі Поспєлихинського району Алтайського краю Росії. Адміністративний центр та єдиний населений пункт — село Калмицькі Миси.

## Населення
Населення — 1110 осіб (2019; 1268 у 2010 році, 1572 у 2002).